# Luizinho da Silva
Pour les articles homonymes, voir Luizinho.
Luiz Alberto da Silva, plus communément appelé Luizinho da Silva (né le 18 janvier 1954 à Rio de Janeiro) est un footballeur brésilien. 
Son poste de prédilection est attaquant.

## Biographie
Il effectue sa carrière dans les championnats brésiliens et français de 1re division.
Il joue notamment de nombreuses années en 1re division française avec le Nîmes Olympique et le Montpellier SC. En France, il dispute 218 matchs en Division 1 pour 59 buts, et 114 matchs en Division 2 pour 27 buts.